# خرمال برنيرياني
خرمال برنيرياني (الاسم العلمي: Diospyros bernieriana) هو نوع من النباتات يتبع جنس الخرمال من الفصيلة الأبنوسية.